# Ford France

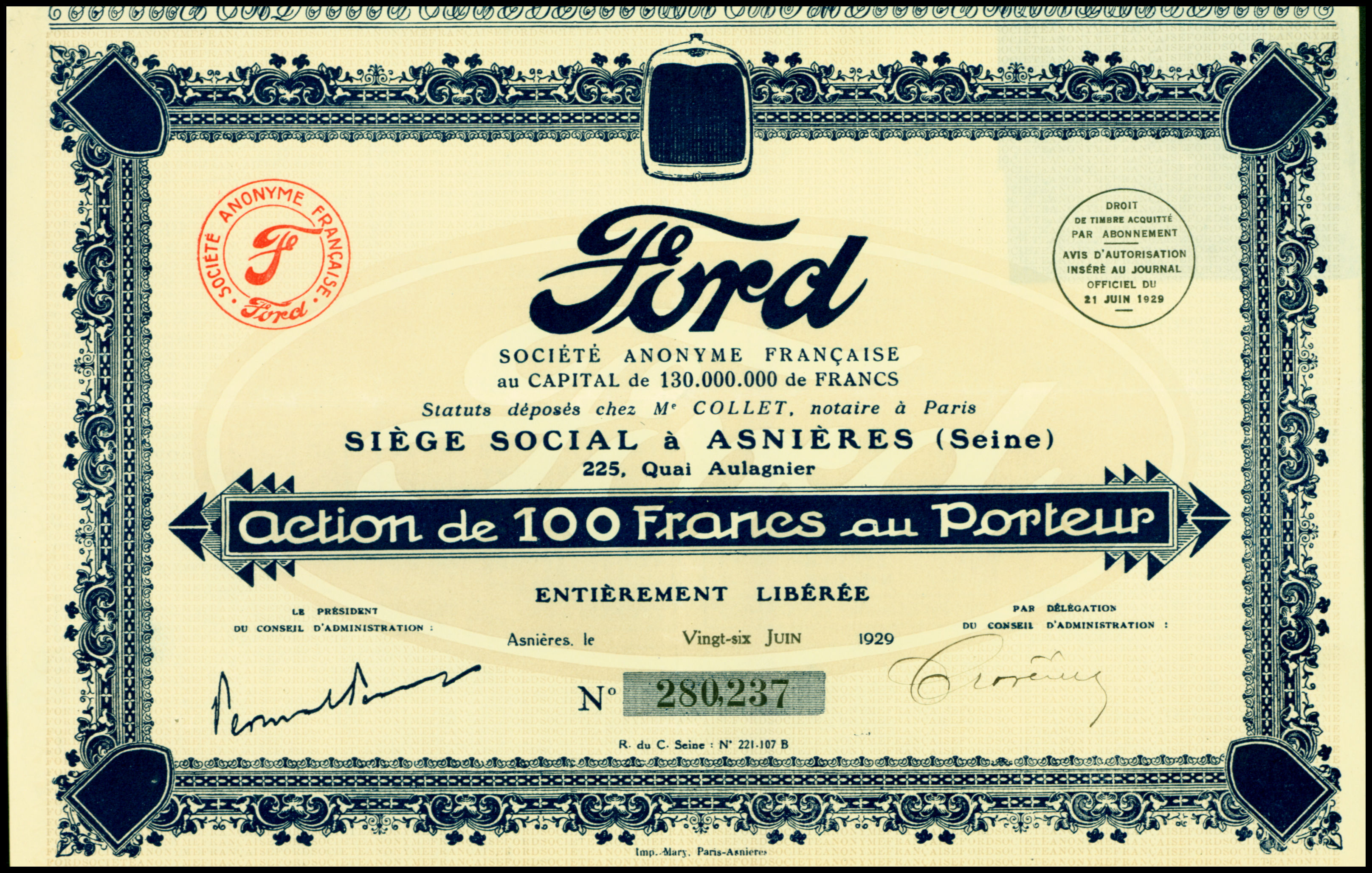
Action de la Ford S. A. Française en date du 21 juin 1929

Ford France, renommée Ford SAF - (Ford Société Anonyme France) en 1945, était une filiale de Ford Motor Company USA, créée en 1916 par le baron anglais Percival Perry, le patron de Ford of Britain. Le siège social de Ford France était basé à Nanterre. L'entreprise de construction automobile a disparu en décembre 1954 après son rachat par Simca, à l'époque filiale de Fiat. Ford a conservé une représentation en France pour l'importation et la commercialisation de ses modèles fabriqués en Grande-Bretagne et surtout en Allemagne.
En 1973, Ford revient en France et investit dans la construction d'une usine de production de transmissions à Blanquefort près de Bordeaux qui sera fermée en 2000.
Le 12 juin 2002, la société d'importation et de distribution des véhicules Ford provenant du monde entier est renommée Ford Motor Company (FMC), société commerciale en France.

## Histoire

### Ford Motor Company USA
Henry Ford est l'inventeur de méthodes de production en grande série, qu'il applique à la construction automobile et qui sont devenues la référence des pratiques industrielles au cours de la première moitié du XXe siècle. Le 16 juin 1903, il crée la société Ford Motor Company avec le soutien de onze investisseurs ayant réuni un capital de 28.000 dollars en espèces. Les premières voitures seront livrées le 23 juillet 1903.
Henry Ford réalise ainsi son rêve de produire une automobile à un prix raisonnable, fiable et efficace grâce à la Ford A puis à la Ford T en 1908. Facile à conduire et à entretenir, cette automobile se comporte bien sur les mauvais chemins et connait de fait un succès immédiat.

### Ford France (1907-1916)
À partir de 1907, les premières Ford importées des États-Unis et de Grande-Bretagne en pièces détachées sont assemblées en CKD dans un petit atelier sur l’Île de la Jatte, près de Paris. Afin d'assurer l'ensemble des services de vente et d'après-vente qui sont attendus par la clientèle française déjà exigeante, un nouveau type de commerce commence à s'implanter, sous la forme de ce qui s'appelle une "concession automobile".
Le succès du modèle Ford T en France, présenté au Salon de l'automobile de Paris en 1908, amène Ford of Britain à racheter les ateliers bordelais de son importateur-distributeur pour y assembler des automobiles Ford en développant une véritable stratégie industrielle.

### Société des Automobiles Ford (1916-1929)
La création de la Société des Automobiles Ford (S.A.F.) remonte à 1916. Ford livrera près de 11.000 exemplaires de la Ford T assemblés dans l'usine de Bordeaux durant les deux années suivantes, en particulier aux forces armées françaises lors de la Première Guerre mondiale.

### Ford Société Anonyme Française - Ford SAF (1929-1954)
En 1929, la société est réorganisée et renommée Ford Société Anonyme Française - Ford SAF, placée sous l'autorité de Ford of Britain qui va poursuivre l'assemblage des Ford A.
De 1932 à 1934, Ford SAF va fabriquer la version française de la Ford V8 Model B (4 cylindres) ainsi que la Ford Y, remplaçante de la "Model A", d'origine britannique, sous la dénomination commerciale "Ford 6 CV Aérodynamique". Cette dernière disposait d’un moteur Ford Sidevalve de 933 cm3, développant une puissance de 6 ch (8 HP). Ce fut la première Ford spécifiquement conçue pour les marchés hors des États-Unis, notamment pour remplacer le modèle A en Europe. Produite en Angleterre de 1932 à 1937 la Ford Model Y ou Ford Eight (8) fut également assemblée en Allemagne par Ford-Werke AG sous le nom Ford Köln dans son usine de Cologne de 1933 à 1936, mais aussi en Australie, où même une version coupé a été produite, au Japon, en Lettonie (Ford Junior) et en Espagne (Ford Forito).
L'assemblage des modèles Ford se poursuit à Bordeaux jusqu'en 1925 puis, la société est transférée dans un plus grand atelier, quai Aulagnier à Asnières-sur-Seine près de Paris, jusqu'en 1927. La Ford A y est assemblée de 1927 à 1931 et la Ford Y de 1932 à 1934. La société importe également la Ford Model B à moteur V8 de fabrication américaine, mais les taxes à l'importation appliquées en France les rendent très chères et les ventes sont donc minimes.
Ford SAF est restée placée sous l'autorité de Ford of Britain jusqu'en 1934.

#### L'épisode Matford (1933-1942)
En 1934, Maurice Dollfus, le patron de Ford SAF, recherche une usine d'assemblage plus grande et conclut un accord avec la société Mathis, fondée par Emile Mathis, pour créer une co-entreprise avec la société Mathis, la société Matford SA à Strasbourg et Asnières. Ford détient 60% du capital et Mathis 40%. Mathis produisait des automobiles fortement inspirées par les modèles américains Lincoln, une marque du groupe Ford Motor Company.
La nouvelle société est contrôlée directement depuis Dearborn, ce qui était important pour Maurice Dollfus, le Président de Ford SAF, qui tenait à éviter de se retrouver sous la responsabilité de Percival Perry, Président de Ford of Britain à Dagenham, en Angleterre.
Grâce à son statut de constructeur français, Matford a accès aux marchés de l'administration et dès 1937, livre à l'armée française des camionnettes bâchées de 5 tonnes, V8-75 2,2 litres, capables de transporter dix à quatorze hommes équipés ou du matériel. Les camions Matford, en raison de leur puissance élevée (60 ch, comparés aux 45 ch du Renault ADK), sont affectés aux troupes de montagne et d'outre-mer. L'armée de l'air passe commande en 1938 et 1939 du nouveau camion léger bâché de 2,5 tonnes V8-F-817 T, et les troupes coloniales du camion de 3 tonnes V8-F-817 TS.
Les relations entre Ford SAF et Mathis deviennent difficiles dès la fin des années 1930 car Ford, actionnaire majoritaire de Matford, insiste pour que le développement et la production des modèles Mathis, désormais vieillissants, soient interrompus.
En 1937, Ford met en service sa propre usine à Poissy, avec l'intention déclarée de se retirer de Matford. La France est envahie par l'armée nazie en mai 1940 et le 14 juin 1940, l'usine de Poissy est occupée par les troupes allemandes. La nouvelle usine de Ford passera ses premières années sous le contrôle de délégués allemands opérant à partir de l'usine Ford de Cologne. La production est principalement dédiée aux camions et véhicules militaires. L'usine est bombardée en 1942. Après 1943, l'usine recommence à assembler des Ford "allemandes". Pendant ce temps, un très petit nombre de voitures de tourisme 13CV Matford V8, désormais badgées Ford, sont produites, au moins jusqu'en 1942, mais la production normale de voitures particulières ne redémarrera vraiment qu'en 1946 avec le modèle V8-F472, une version modifiée de la Matford 13 CV de 1939. 7.293 exemplaires de ce modèle seront fabriqués jusqu'en 1948, quand la Ford Vedette la remplacera.

### Seconde Guerre mondiale
Le Royaume-Uni et la France déclarent la guerre à l'Allemagne nazie en septembre 1939. Le programme de mobilisation de l'armée (Plan E) prévoit la mise en production de 8 545 véhicules neufs par mois, et Matford se voit attribuer la fabrication, en grande série, d'un camion de 5 tonnes que le constructeur ne possède pas dans son catalogue et que son bureau d'études va devoir créer à partir du châssis long de 3,99 m du V8-F-817 et du V8 3,6 l, en avançant la cabine au dessus du moteur pour augmenter la charge utile. La formule séduit les militaires et fin septembre une première commande de 5 000 exemplaires du V8-F-917 WS bâché avec moteur de 3.621 cm3 est passée. Matford doit alors abandonner sa production d'automobiles civiles pour se consacrer aux commandes militaires.
À l'automne 1939, l'usine de camions et d'automobiles de Strasbourg se trouvant menacée par la guerre, Matford la transfère en Région parisienne dans la nouvelle usine Ford de Poissy en construction, pour remplacer l'usine d'Asnières.
Matford, qui est en mesure de produire 1.250 camions par mois, est exceptionnellement autorisé à importer des pièces détachés des États-Unis. Les 500 premiers camions produits sont en service fin avril 1940 et environ 1 200 (bâchés et citernes) ont été produits avant l'ordre d'évacuation vers Bordeaux.
Le 12 juin 1940, les ateliers de la Région parisienne sont évacués juste avant d'être occupés par les troupes allemandes. Après l'armistice signé le 25 juin 1940, Ford-Werke AG prend le contrôle des usines Matford. Quelques jours plus tard, le 30 juin 1940, selon le calendrier prévu de longue date après le rachat des parts de Mathis par Ford et l'achèvement de la nouvelle usine de Poissy, la société Matford est dissoute avec effet en juin 1941. Ford disposait désormais de sa propre unité de fabrication ultra-moderne dans l'ouest parisien, qui lui permettra une production en grande série avec de nouveaux modes d'usinage, dont certains ont été maintenus jusqu'à la période actuelle.
Comme celle de Cologne, l'usine de Poissy a continué à produire pendant toute la guerre pour l'armée allemande, sans subir de bombardements anglo-américain, sauf à la fin de la guerre, le raid de la RAF des 2 et 3 avril 1942 qui n'a pas fait de dommages importants.
Les États-Unis étant, jusque là, restés neutres dans la guerre, Ford USA et Ford-Werke coopèrent pendant toute la guerre. Les usines Ford et General Motors situées en Allemagne ne seront jamais bombardées. La filiale Ford SAF occupée bénéficie des évolutions apportées aux États-Unis : le moteur de 3.924 cm3 qui équipe en 1939 les camions Mercury produits par Ford US arrive en Europe un peu plus tard. La calandre carrée apparaît sur les modèles US 1940.
Bien qu'ayant collaboré beaucoup plus que Renault avec l'armée allemande, Ford SAF n'est pas sanctionné ni nationalisé. La production de camions militaires devient une production de camions civils Ford Cargo et la production de voitures particulières reprend normalement à partir de 1946. Le premier modèle Ford 472 était une Matford 13CV F92A (1939) V8 modernisée disposant de freins hydrauliques, barres stabilisatrices puis changement de vitesses au volant.
En 1948, lancement de la Vedette à moteur V8 (2 158 cm3), basée sur une étude de Ford USA. Il s'agit d'une berline cossue deux volumes surnommée "à dos rond". Sur l'insistance de François Lehideux, le nouveau patron de Ford SAF, elle est européanisée fin 1952 pour être présentée avec un coffre proéminent, la Vedette 53.
En 1952, lancement de la Comète, un coupé de luxe basé sur la Vedette et carrossé industriellement par Facel-Métallon sur un dessin des Stabilimenti Farina, avec une boîte Cotal disponible en option. En janvier 1954, lancement de la Comète Monte-Carlo qui disposait d'un moteur plus puissant de 4 litres de cylindrée et une Vedette haut de gamme disposant de ce même gros moteur, la Vendôme.

### Rachat de Ford SAF parSIMCA
La gamme de modèles Vedette se vend très mal et Ford SAF accumule les pertes. Ford USA décide de se séparer de sa filiale française et cherche un repreneur dans une situation économique peu favorable. Enrico Teodoro Pigozzi, l'emblématique patron de Simca, toujours avec le soutien de Fiat, se porte acquéreur. La vente de la société et de son réseau de concessionnaires est signée le 5 juillet 1954 avec effet au 1er janvier 1955, en échange d'une participation de 15% de Simca.
Les nouvelles Vedette 55 Trianon, Versailles, Régence, étudiées à Dearborn dans le Michigan ne porteront le logo Ford que de septembre à décembre 1954. En janvier 1955, elles sont renommées Simca Vedette.

#### Héritage tourmenté de Ford SAF
Racheté par Simca en 1954, la société Ford SAF disparaît, intégrée dans Simca. En 1955, Simca rachète les camions Unic et crée deux entités distinctes : Simca Automobiles et Simca Industries. En 1958, Ford cède sa participation de 15% dans Simca Automobiles à Chrysler qui rachète 10% supplémentaires en Bourse. Fiat intègre Unic dans sa filiale FFSA qui comprend les tracteurs Someca et les camions. En 1962, Michelin veut se séparer de Citroën et conclut un accord de cession avec Fiat mais, pour mener à bien ce projet, le gouvernement français oblige Fiat à se séparer de Simca car Fiat, en cumulant Simca et Citroën, deviendrait alors le plus important constructeur en France. Fiat cède alors 38% de Simca à Chrysler en 1962 puis, le solde en 1963. Simca est alors renommé Chrysler France. Le gouvernement français oblige Peugeot SA à racheter Citroën, en faillite, en 1976. Chrysler USA, au bord de la faillite, revend, sous le pression de l'Etat français, ses filiales européennes à PSA : française (ex Simca), britannique (ex Groupe Rootes) et espagnole (ex Barreiros), mais avec son aide très généreuse, en échange, Chrysler reçoit 14,4% du nouvel ensemble PSA & Chrysler Europe, baptisé Groupe PSA. En 2009, Fiat S.p.A. rachète Chrysler et en 2021, intègre le Groupe PSA dans Stellantis.

### Ford France, société commerciale
La société Ford SAF est dissoute en 1954 et une nouvelle société commerciale, appelée "Ford France" est créée pour traiter l'importation et la commercialisation sur le territoire français des modèles du groupe Ford, essentiellement des véhicules de la gamme allemande et quelques modèles britanniques.
En 1962, Ford devient le premier importateur d’automobiles en France grâce à la Taunus allemande. Le 19 juin 1966, Ford remporte sa première victoire aux 24 heures du Mans avec la Ford GT40 (Amon/McLaren). En 1967, 1968 et 1969, Ford s'adjuge à nouveau la victoire. En 1967, le siège social de Ford France s’installe sur la RN 13 face au bas de la cote de La Jonchère à Rueil-Malmaison dans les Hauts-de-Seine.

### Reprise d'une production industrielle en France
En 1973, Ford inaugure une nouvelle usine de production de transmissions à Blanquefort près de Bordeaux en présence d'Henry Ford II et de Jacques Chaban-Delmas. En 1976, ouverture d'une seconde usine de transmissions à Bordeaux. L'usine de Charleville-Mezières devient un des principaux centres de production d'équipement thermique automobile du groupe en Europe.
En 1982, Ford ouvre trois centres de formation technique pour son réseau d’après-vente à Lyon, Paris et Bordeaux. En 1996, Ford présente au Mondial de l'automobile de Paris la Ford Ka, dessinée par le Français Claude Lobo.
En 1997, Ford France fédère les sites de production de Bordeaux, Charleville-Mezières et les marques Ford et Jaguar. En 1998, Ford et PSA signent un accord de coopération pour le développement de nouveaux groupes motopropulseurs diesel utilisant la technologie Common Rail. À Paris, Ford et PSA Peugeot-Citroën présentent le 1er moteur diesel issu de la coopération technique entre les deux groupes. En 10 ans, quatre familles de moteurs diesel seront ainsi développées en commun.
En 2002, le groupe Ford France s'installe dans de nouveaux locaux à Saint-Germain-en-Laye.

### 1999: Fourniture de véhicules militaires
En remportant un important contrat avec l'UGAP, la centrale d’achat des administrations et collectivités publiques, Ford devient fournisseur de l'administration française : Gendarmerie, CRS, Police Nationale, Administrations avec le Ford Transit.
En 2015, l'Armée française passe commande de 1.000 Ford Ranger pour remplacer ses antiques Peugeot P4 de 1982, arrivés en fin de vie, pour assurer des missions de transport et de liaison, dévolues aux véhicules militaires légers. Le Ranger a été choisi pour la réponse qu'il apportait à l'appel d'offres des Marchés Publics émis par l'État Français. Bonne charge utile, capacité de franchissement d'un obstacle, économie d'entretien, performances, et budget. Ces véhicules sont fabriqués en Afrique du Sud.

### 2019: Déficit et restructuration
En 2018, Ford France est déficitaire de 42 millions d'euros. En juin 2019, Ford annonce une importante restructuration de ses activités en Europe, avec la suppression de 12.000 emplois, soit presque un quart de ses effectifs européens, et la fermeture ou la vente de six de ses vingt-quatre usines sur le Vieux Continent. Après dix-sept ans à Saint-Germain-en-Laye, Ford France installe son siège à Nanterre dans de nouveaux locaux.

## Parrainage et communication
Entre 1956 et 1969 Ford développe de nombreuses activités visant à faire rayonner sa marque en France, avec le soutien de son président, William Reiber.
Durant les saisons 1965 et 1966, la marque parraine une équipe cycliste emmenée par Jacques Anquetil qui remporte notamment le Tour de France 1966 grâce à Lucien Aimar
En 1983, trois Rondeau M482 roulent sous les couleurs de Ford France en collaboration avec Jean Rondeau aux 24 Heures du Mans. Les moteurs, préparés par Ford, connaissent pourtant des soucis de fiabilité et les trois voitures abandonnent avant la quatorzième heure.

## Au cinéma
La Ford Mustang, importée en France à partir de 1964, figure dans le film Le Gendarme de Saint-Tropez, sorti en cette année là. Ce modèle deux ans plus tard partage l'affiche, avec Anouk Aimée et Jean-Louis Trintignant, du film Un homme et une femme, Palme d’or au Festival de Cannes 1966.

## Subventions
Ford a demandé et reçu des subventions lors de l'inauguration de son usine de Blanquefort, en juin 1973. Près de 50 millions d’euros lui ont été versés pour la période 2011-2019.